# Anoxia niceaensis
Anoxia niceaensis är en skalbaggsart som beskrevs av Baraud 1990. Anoxia niceaensis ingår i släktet Anoxia och familjen Melolonthidae. Inga underarter finns listade i Catalogue of Life.